# Coberley
Coberley är en ort och civil parish i Storbritannien.   Den ligger i grevskapet Gloucestershire och riksdelen England, i den södra delen av landet, 140 km väster om huvudstaden London. Coberley ligger 192 meter över havet och antalet invånare är 351.
Terrängen runt Coberley är platt åt sydost, men åt nordväst är den kuperad. Runt Coberley är det ganska tätbefolkat, med 78 invånare per kvadratkilometer. Närmaste större samhälle är Gloucester, 13,2 km väster om Coberley. Trakten runt Coberley består till största delen av jordbruksmark.